# Ídolo de Mica

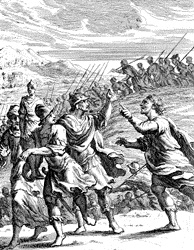
Mica e os Danitas por Johann Christoph Weigel, 1695

A narrativa do Ídolo de Mica, contada no livro dos Juízes,diz respeito à Tribo de Dã, sua conquista de Laís e o santuário que foi posteriormente criado lá. Miqueias faz um terafim e outros objetos de piedade, que mais tarde são instalados na fundação da cidade de Dã.

## Narrativa bíblica

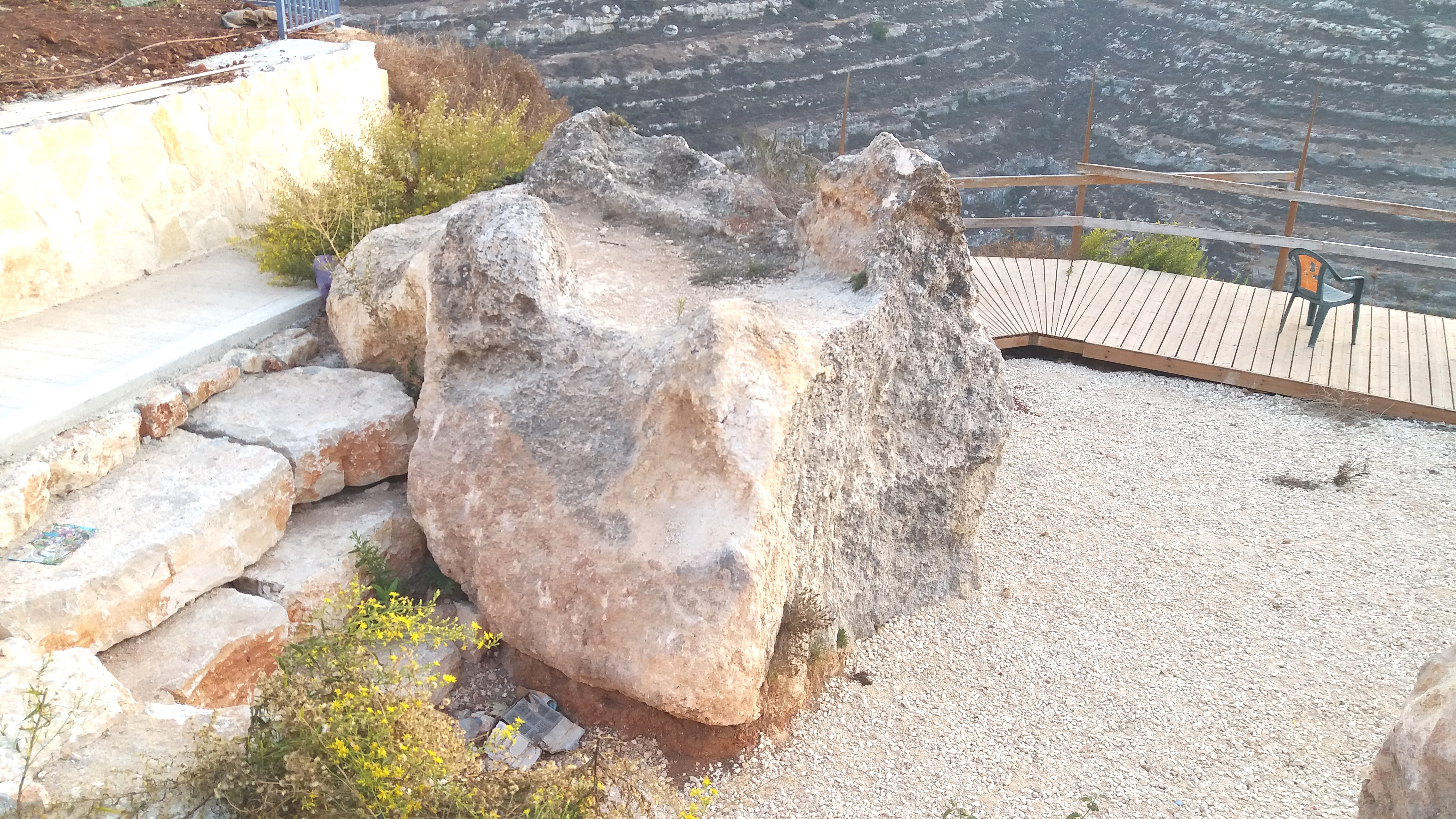
O altar de Mica, na vila de Givat Harel, em Samaria

A narrativa começa em Juízes 17, afirmando que um homem chamado Mica, que morava na região da Tribo de Efraim, possivelmente em Betel, roubou 1100 siclos de prata de sua mãe, mas quando sua mãe xingou ele, ele os devolveu. A mãe então consagrou o dinheiro a Yahweh com o objetivo de criar uma imagem esculpida e um ídolo de prata, e deu 200 siclos a um ourives que os transformou em uma imagem esculpida e um ídolo. Estes foram colocados em um santuário na casa de Mica, e ele fez um éfode e um terafim, e instalou um de seus filhos como sacerdote. Um jovem levita, de Belém em Judá, que morava perto de Mica e estava vagando pela terra, passou pela casa de Mica e, portanto, Mica pediu que ele fosse seu sacerdote em troca de 10 siclos de prata por ano, roupas e alimentos, com os quais o levita concordou.
A Tribo de Dã, que na época estava sem território, enviou cinco guerreiros de Zorá e Estaol, representantes de seus clãs, para explorar a terra. No texto, quando os guerreiros chegaram à casa de Mica, passaram a noite; quando encontraram a casa de Mica, reconheceram a voz do levita e perguntaram o que ele estava fazendo ali, e explicou. Ao retornar ao resto da tribo de Dã, os guerreiros contaram sobre Laís, uma cidade desmilitarizada em terra fértil, aliada aos sidonianos, mas era muito remota para os sidonianos poderem oferecer proteção prática. A Tribo de Dã, consequentemente, enviou 600 guerreiros para atacar Laís, e durante sua jornada passaram pela casa de Mica, sobre a qual os cinco homens lhes disseram.
Os cinco homens entraram na casa de Mica e roubaram o ídolo, éfode, terafim e imagem esculpida e os tiraram de casa, enquanto os 600 guerreiros estavam em pé no portão. O sacerdote perguntou o que eles estavam fazendo, mas foi persuadido a ir com eles, pois ele poderia ser o sacerdote de uma tribo inteira, em vez de apenas uma casa. Quando Mica descobriu o que havia acontecido, ele reuniu seus vizinhos e partiu em busca dos guerreiros. Quando os alcançou, foi ameaçado de violência, então, percebendo que estava em menor número, desistiu da perseguição e voltou para casa de mãos vazias.
Os guerreiros finalmente alcançaram Laís, onde eles colocaram a sua espada e queimaram o chão. A tribo de Dã, em seguida, reconstruiu a cidade, denominou Dã, instalou os ídolos e fez de Jônatas, filho de Gérson, e de seus descendentes, o sacerdote. Este é presumivelmente o levita que apareceu na história, mas seu nome foi retido. Gérson e seus filhos foram sacerdotes até o cativeiro da terra e os ídolos permanecerem em uso enquanto a casa de Deus estivesse em Siló.